# Katholisches Sonntagsblatt (Diözese Bozen-Brixen)
Das Katholische Sonntagsblatt ist die Wochenzeitung der Südtiroler Diözese Bozen-Brixen.
Das Katholische Sonntagsblatt wurde 1927 gegründet. Eigentümerin ist die Verlagsanstalt Athesia. Herausgeber ist das Bischöfliche Ordinariat. Sitz der Zeitung ist Bozen. Die Wochenzeitung hat nach eigenen Angaben eine Auflage von 18.000 Exemplaren.
Das Katholische Sonntagsblatt wurde bereits 18-mal für sein Design mit Preisen ausgezeichnet, zuletzt 2024 mit einem European Newspaper Award für die Titelseite vom 8. Januar 2023 zum Tod Benedikts XVI.